# Ezequiel Moreno Díaz
San Ezequiel Moreno y Díaz O. A. R. (Alfaro, 9 de abril de 1848-Monteagudo, 19 de agosto de 1906) fue un obispo agustino recoleto español, venerado como santo en la Iglesia católica. Hoy es invocado como el santo patrón de quienes sufren cáncer.
Destacó por su firme oposición al liberalismo, repitiendo hasta la saciedad el principio de que "el liberalismo es pecado".

## Biografía

### Familia y primeros años
Nació en Alfaro en 1848. Su padre ejercía el oficio de sastre. Tuvo cinco hermanos, un varón y cuatro mujeres. El primogénito, Eustaquio, también fue agustino recoleto. En su casa se respiraba un ambiente cristiano.

### Profesión religiosa y formación
En 1864 ingresó en la Orden de Agustinos Recoletos, vistiendo el santo hábito el 21 de noviembre de ese mismo año en el Convento de Monteagudo. El 22 de septiembre de 1865, después de un año de noviciado, hizo la profesión solemne.  
Cursó sus estudios filosóficos y teológicos en el Teologado de Marcilla, regentado por los agustinos. Allí se formó en la Filosofía y Teología neoescolástica, y en un ambiente de simpatía hacia el carlismo.
En 1869 sus superiores deciden enviarlo, junto a otros 17 religiosos, a Filipinas, entonces perteneciente al Reino de España. Embarcó en Cádiz el 14 de octubre, llegando a Filipinas el 10 de febrero de 1870. Allí continuó sus estudios filosófico-teológicos, concluidos los cuales fue ordenado sacerdote (3 de junio de 1871) por el arzobispo de Manila. Durante su primer año de estancia en tierras filipinas aprendió tagalo. 

### Vida religiosa

#### Vida religiosa en Filipinas
Una vez ordenado sacerdote fue enviado a la misión de Calapán, donde perfeccionó el tagalo. Después de un año en aquella misión fue enviado a Palawan, donde permaneció tres años. El 10 de enero de 1873 tuvo que abandonar Palawan al contagiarse de malaria, siendo trasladado a Manila. Una vez recuperado regresó a Calapán como párroco interino, oficio que ejerció hasta mayo de 1876. Entonces fue destinado como cura párroco a Las Piñas, donde permaneció tres años, en los que tuvo que enfrentar una epidemia, una sequía y un incendio, socorriendo en todo momento a los más necesitados.  
Su siguiente destino fue como cura párroco de Santo Tomás, donde permaneció poco tiempo, pues en octubre de 1880 fue destinado a la iglesia principal de los agustinos recoletos en Intramuros de Manila con el cargo de predicador general. El 24 de febrero de 1881 fue nombrado párroco de Santa Cruz, dedicándose a la predicación y a la instrucción cristiana del pueblo. Al año siguiente regresó a Manila como predicador y prior y administrador de la hacienda que poseían los agustinos recoletos en Imus (Cavite). En 1885 sus superiores deciden que abandone Filipinas para regresar a España. 

#### Vida religiosa en España
Una vez de regreso en España se le confió la organización de la formación en la Casa de Noviciado de Monteagudo, tomando posesión del cargo de prior del colegio- seminario el 9 de agosto de este mismo año. Tres años permaneció en el cargo, durante los cuales se servían de 400 a 500 raciones de comida diarias a los pobres.  

#### Vida religiosa en Colombia
En 1888, concluido el trienio en el que ejerció como prior, se ofreció para ser destinado a Colombia. Partió de Santander, junto a un grupo de religiosos, el 21 de noviembre de 1888, desembarcando poco después en tierra colombiana y dirigiéndose a Llanos de Casanare. Entre febrero de 1889 y mayo de 1894 residió en Bogotá, siendo solicitado frecuentemente como confesor y predicador.  

### Episcopado
El 17 de julio de 1893 el Papa León XIII erigió el vicariato apostólico de Casanare, confiándolo al P. Ezequiel y preconizándole obispo titular de Piana el 25 de octubre de ese año. Fue consagrado obispo el 1 de mayo de 1894. 
El 2 de diciembre de 1895 fue nombrado obispo de Pasto. Fue muy querido en la diócesis por su generosa caridad. 

### Muerte y canonización
Murió en Monteagudo el 19 de agosto de 1906 en olor de santidad. 
Fue beatificado por el Papa San Pablo VI en 1975. San Juan Pablo II lo proclamó santo en 1992, durante la celebración de la IV Conferencia del Episcopado Latinoamericano en Santo Domingo, República Dominicana, y en el marco del V Centenario de la Evangelización del Continente Americano. Su cuerpo se conserva incorrupto en el Convento de Nuestra Señora del Camino, en Monteagudo, provincia de Navarra (España).

## Intervención en política colombiana
En plena guerra de los Mil Días, predicó en varias oportunidades usar radicalmente la fuerza contra los liberales, considerados enemigos de la religión católica. Por ejemplo, en varias cartas, en su calidad de obispo, exhortó a la feligresía a empuñar las armas:

La guerra, sin duda, es un mal que tiene su origen en los pecados de los hombres, y es un castigo que Dios permite para purificación de la nación. Es preciso, pues, arrepentimiento, oraciones y penitencias. Pero es necesario también empuñar las armas, y no prestar oídos a los liberales pacifistas, hombres que pasan por honrados y prudentes, «que con nadie se meten», como ellos dicen, que tienen sonrisas afectuosas para la Religión y sonrisas complacientes para sus enemigos.

Como la mayoría de los prelados de la Iglesia católica colombiana de su época, Moreno se alineó con las ideas del gobierno conservador del momento. Durante la citada guerra de los Mil Días, usó sus escritos y predicaciones para atacar al Partido Liberal Colombiano, de posiciones anticlericales. En América Latina había resurgido en el siglo XIX la expresión «el liberalismo es pecado» como respuesta al anticlericalismo. Ezequiel Moreno escribió:

No hago testamento, porque soy religioso y nada tengo [...] Confieso, una vez más, que el liberalismo es pecado, enemigo fatal de la Iglesia y del reinado de Jesucristo y ruina de los pueblos y naciones [...]
Testamento, 6 de octubre de 1905

## Obras
A nivel teológico, su obra más importante fue la defensa de las Apariciones de Jesucristo a Sor Encarnación Rosal, ocurridas en el año 1857 en el Beaterio de Belén de Guatemala, para lo cual escribió una tesis llamada "Devoción a los Dolores Internos del Sagrado Corazón de Jesús", recibiendo la aprobación de la Sede Apostólica.